# Protein-coated disc
Il protein coated disc (PCD), è una tecnologia di disco ottico attualmente sviluppato dal professor Venkatesan Renugopalakrishnan, ex della Harvard Medical School e della Florida International University. Il PCD aumenterebbe notevolmente la memorizzazione su sistemi di dischi ottici olografici (Holographic Versatile Disc). Si tratta di un DVD normale rivestito con una speciale proteina sensibile alla luce fatta da un microbo geneticamente modificato, che in linea di principio permette di memorizzare fino a 50 terabyte in un solo disco. Lavorarando con la giapponese NEC Corporation, la squadra di Renugopalakrishnan ha creato un prototipo di dispositivo e stimato nel luglio 2006 che un disco USB sarà commercializzato in 12 mesi e un DVD in 18 - 24 mesi.
La tecnologia utilizza il pigmento fotosintetico batteriorodopsina.
Le informazioni su tali dischi sarebbero altamente dense, dovute all'immagazzinamento in proteine che sono grandi pochi nanometri. Tuttavia, un metodo per affrontare molecole proteiche individuali per leggere e scrivere informazioni dovrebbe essere sviluppato per raggiungere la capacità teorica di 50 TB. In pratica, la capacità sarebbe probabilmente limitata dalla dimensione di focalizzazione della luce, quindi un disco DVD potrebbe essere in grado di tenere ~ 50 GB o forse ~ 240 GB.